# Dendrochernes cyrneus
Dendrochernes cyrneus es una especie de arácnido  del orden Pseudoscorpionida de la familia Chernetidae.

## Distribución geográfica
Se encuentra en Europa y Azerbaiyán.